# Jeremy Sochan
Jeremy Juliusz Sochan, né le 20 mai 2003 à Guymon en Oklahoma, est un joueur américano-polonais de basket-ball évoluant au poste d'ailier fort et mesurant 2,01 m.

## Biographie

### Enfance en Europe
Sa mère, Aneta Sochan, est une joueuse de basket-ball polonaise, venue aux États-Unis pour étudier et jouer le championnat universitaire à Panhandle State (Oklahoma). Elle y rencontre le père de Sochan, Ryan Williams, qui jouait pour l'équipe masculine. La famille quitte les États-Unis en 2005, deux ans après la naissance de Jeremy, pour s'installer en Angleterre. Jeremy commence le basket à l'âge de 6 ans à Southampton, puis la famille s'installe près de Londres. C’est en 2019 qu’il se fait remarquer lors du championnat d’Europe U16 de division B, qu’il dispute avec la Pologne. Il y décroche la médaille d’or, et se fait même élire MVP de la compétition. Succès qu’il n’a pas pu partager avec son père, tragiquement décédé dans un accident de voiture aux États-Unis en 2017. En 2020, il joue une saison avec OrangeAcademy (en), équipe de développement de jeunes du Ratiopharm Ulm, évoluant en troisième division allemande.

### Université américaine de Baylor (NCAA)
Il revient aux États-Unis jouer le championnat universitaire avec les Bears de Baylor. Lors de la March Madness 2022, les Bears de Sochan se font éliminer au deuxième tour par les Tar Heels de la Caroline du Nord malgré leur statut de tête de série et de champion en titre. Pendant cette saison universitaire, Sochan est remarqué pour ses capacités défensives. Il termine la saison avec des moyennes de 9,2 points et 6,4 rebonds et est nommé meilleur remplaçant de la conférence Big 12. Il se présente ensuite pour la draft 2022 où il est attendu parmi un choix de loterie.

### Spurs de San Antonio (depuis 2022)
Le 23 juin 2022, il est choisi en 9e position par les Spurs de San Antonio lors de la draft 2022.

### Équipe nationale
Né d'une mère polonaise, Jeremy Sochan représente la Pologne. En février 2021, il joue les qualifications au Championnat d'Europe de basket-ball 2022 et mène la Pologne à la victoire contre la Roumanie en inscrivant 18 points en 29 minutes,.

## Palmarès

### NBA
- NBA All-Rookie Second Team en 2023.

### Université
- Big 12 Sixth Man of the Year en 2022
- Big 12 All-Freshman Team en 2022

## Statistiques

### Universitaires
| Saison    | Équipe   | Matchs | Titul. | Min./m | % Tir | % 3pts | % LF | Rbds/m. | Pass/m. | Int/m. | Ctr/m. | Pts/m. |
| --------- | -------- | ------ | ------ | ------ | ----- | ------ | ---- | ------- | ------- | ------ | ------ | ------ |
| 2021-2022 | Baylor   | 30     | 1      | 25,0   | 47,4  | 29,6   | 58,9 | 6,37    | 1,77    | 1,27   | 0,70   | 9,23   |
| Carrière  | Carrière | 30     | 1      | 25,0   | 47,4  | 29,6   | 58,9 | 6,37    | 1,77    | 1,27   | 0,70   | 9,23   |

### Professionnelles
| Saison    | Équipe      | Matchs | Titul. | Min./m | % Tir | % 3pts | % LF | Rbds/m. | Pass/m. | Int/m. | Ctr/m. | Pts/m. |
| --------- | ----------- | ------ | ------ | ------ | ----- | ------ | ---- | ------- | ------- | ------ | ------ | ------ |
| 2022-2023 | San Antonio | 56     | 53     | 26,0   | 45,3  | 24,6   | 69,8 | 5,27    | 2,54    | 0,77   | 0,41   | 10,96  |
| 2023-2024 | San Antonio | 74     | 73     | 29,6   | 43,8  | 30,8   | 77,1 | 6,43    | 3,36    | 0,84   | 0,54   | 11,64  |
| Carrière  | Carrière    | 130    | 126    | 28,1   | 44,4  | 28,5   | 73,8 | 5,93    | 3,01    | 0,81   | 0,48   | 11,35  |

## Records sur une rencontre en NBA
Les records personnels de Jeremy Sochan en NBA sont les suivants, :
| Type de statistique        | Saison régulière | Saison régulière                  | Saison régulière |
| Type de statistique        | Record           | Adversaire                        | Date             |
| -------------------------- | ---------------- | --------------------------------- | ---------------- |
| Points                     | 33               | Hawks d'Atlanta                   | 30 novembre 2023 |
| Paniers marqués            | 12               | 2 fois                            | 2 fois           |
| Paniers tentés             | 26               | Pacers de l'Indiana               | 2 mars 2023      |
| Paniers à 3 points réussis | 4                | 2 fois                            | 2 fois           |
| Paniers à 3 points tentés  | 9                | Mavericks de Dallas               | 19 mars 2024     |
| Lancers francs réussis     | 7                | @ Pelicans de La Nouvelle-Orléans | 22 décembre 2022 |
| Lancers francs tentés      | 10               | @ Pelicans de La Nouvelle-Orléans | 22 décembre 2022 |
| Rebonds offensifs          | 7                | 3 fois                            | 3 fois           |
| Rebonds défensifs          | 16               | Suns de Phoenix                   | 25 mars 2024     |
| Rebonds totaux             | 18               | Suns de Phoenix                   | 25 mars 2024     |
| Passes décisives           | 9                | @ Suns de Phoenix                 | 2 novembre 2023  |
| Interceptions              | 5                | @ Jazz de l'Utah                  | 27 mars 2024     |
| Contres                    | 3                | Nets de Brooklyn                  | 17 mars 2024     |
| Balles perdues             | 7                | @ Clippers de Los Angeles         | 19 novembre 2022 |
| Minutes jouées             | 42               | Nets de Brooklyn                  | 17 mars 2024     |

- Double-double : 16
- Triple-double : 0

Dernière mise à jour : 1er mars 2025